# Dolores Espadero
Dolores Espadero (Extremadura, Espanya, 1790 - L'Havana, Cuba, 1885) fou una pianista espanyola.
Mare del pianista i compositor Nicolás Ruiz Espadero (1833-1890). Estudià a Cadis, Andalusia, on vivia amb els seus pares el piano i el contrapunt, arribant a interpretar el repertori clàssic amb rara mestressa.
El 1810 es traslladà amb la seva família a l'Havana, on es casa amb l'il·lustre havaner Nicolás Ruiz i Palomino, del qual matrimoni va néixer l'il·lustre músic conegut arreu del món artístic pel cognom matern.
Ella fou la professora del seu fill fins a l'edat de setze anys i la que li inculcà l'afecció a l'estudi i l'habilitat i mestria que li'n donaren nom envejable entre els pianistes moderns.